# Stínomilovití
Stínomilovití (Cybaeidae) jsou čeleď pavouků zahrnující celkem 23 rodů s 302 popsanými druhy.
Jedná se o čeleď entelegynních pavouků se třemi drápky, hnědou barvou a s menším počtem společných znaků. Většina druhů má osm očí, některé pouze šest a existují i zástupci zcela bez očí. Na tarsech a metatarsech jsou přítomny trichobothrie (smyslové chloupky v jamkách), jejichž délka se prodlužuje směrem k distálnímu konci každého segmentu nohy. Karapax je obvykle lesklý a bez chloupků. Jejich přední pár snovacích bradavek je poněkud delší než zadní pár; přední bradavky jsou velmi blízko u sebe a jsou také tlustší.
Čeleď je rozšířena především v holarktické oblasti. Mnoho druhů žije v lesích, kde vytvářejí tenké nenápadné nálevkovité sítě s rourkou nacházející se pod kamenem či pařezem, zatímco některé jiné se přizpůsobily životu v jeskyních. Často preferují vlhké prostředí.
V České republice se vyskytují čtyři druhy: stínomil lesní (Cybaeus angustiarum), pastínomil lesní (Cryphoeca silvicola), ohrožená papříčnatka mravencomilná (Mastigusa arietina) a stínomil ponurý (Cybaeus tetricus) s jediným nálezem na Šumavě.
Tento taxon byl tradičně uznáván jako podčeleď pokoutníkovitých, v roce 1967 ho pak Pekka Lehtinen přeřadil do čeledi Dictynidae a v roce 1970 byli stínomilovití Raymondem Forsterem povýšeni na samostatnou čeleď. Čeleď není monofyletická.

## Přehled rodů
Platí k 23. říjnu 2024:
- Allocybaeina Bennett, 2020
- Blabomma Chamberlin & Ivie, 1937
- Calymmaria Chamberlin & Ivie, 1937
- Cryphoeca Thorell, 1870
- Cryphoecina Deltshev, 1997
- Cybaeina Chamberlin & Ivie, 1932
- Cybaeota Chamberlin & Ivie, 1933
- Cybaeozyga Chamberlin & Ivie, 1937
- Cybaeus L. Koch, 1868
- Dirksia Chamberlin & Ivie, 1942
- Ethobuella Chamberlin & Ivie, 1937
- Guicybaeus Wang, Chen, Yang & Zhang, 2023
- Mastigusa Menge, 1854
- Neocryphoeca Roth, 1970
- Neocybaeina Bennett, 2023
- Pseudocybaeota Bennett, 2022
- Rothaeina Bennet, 2023
- Sincybaeus Wang & Zhang, 2022
- Symposia Simon, 1898
- Tuberta Simon, 1884
- Vagellia Simon, 1899
- Willisus Roth, 1981
- Yorima Chamberlin & Ivie, 1942